# Kapustaselkä
Kapustaselkä är en kulle i Finland. Den ligger i Kittilä kommun i landskapet Lappland, i den norra delen av landet, 800 km norr om huvudstaden Helsingfors. Toppen på Kapustaselkä är 269 meter över havet.
Terrängen runt Kapustaselkä är huvudsakligen platt, men norrut är den kuperad. Trakten runt Kapustaselkä är nära nog obefolkad, med mindre än två invånare per kvadratkilometer.